# Gravel and Tar La Femme
La Gravel and Tar La Femme es una carrera ciclista profesional de un día femenina que se realiza en la región de Manawatu-Wanganui en Nueva Zelanda. Es la versión femenina de la carrera del mismo nombre.
De manera similar a su homóloga masculina, la prueba incluye 5 tramos en gravilla que suman aproximadamente 40 km y 76 km adicionales en terreno liso.
La primera edición se disputó en el año 2019 como parte del Calendario UCI Femenino bajo la categoría 1.2 y fue ganada por la ciclista australiana Brodie Chapman.

## Palmarés
| Año  | Ganador            | Segundo         | Tercero          |           |
| ---- | ------------------ | --------------- | ---------------- | --------- |
| 2019 | Brodie Chapman     | Jenna Merrick   | Rylee McMullen   |           |
| 2020 | Niamh Fisher-Black | Samara Sheppard | Ella Bloor       |           |
| 2021 | Olivia Ray         | Sharlotte Lucas | Rylee McMullen   |           |
| 2022 | cancelada          | cancelada       | cancelada        | cancelada |
| 2023 | cancelada          | cancelada       | cancelada        | cancelada |
| 2024 | Kate McCarthy      | Sammie Maxwell  | Charlotte Clarke |           |

## Palmarés por países
| País          | Victorias |
| ------------- | --------- |
| Nueva Zelanda | 3         |
| Australia     | 1         |